# 松下町 (西宮市)
座標: 北緯34度44分09.321秒 東経135度19分41.307秒 / 北緯34.73592250度 東経135.32814083度

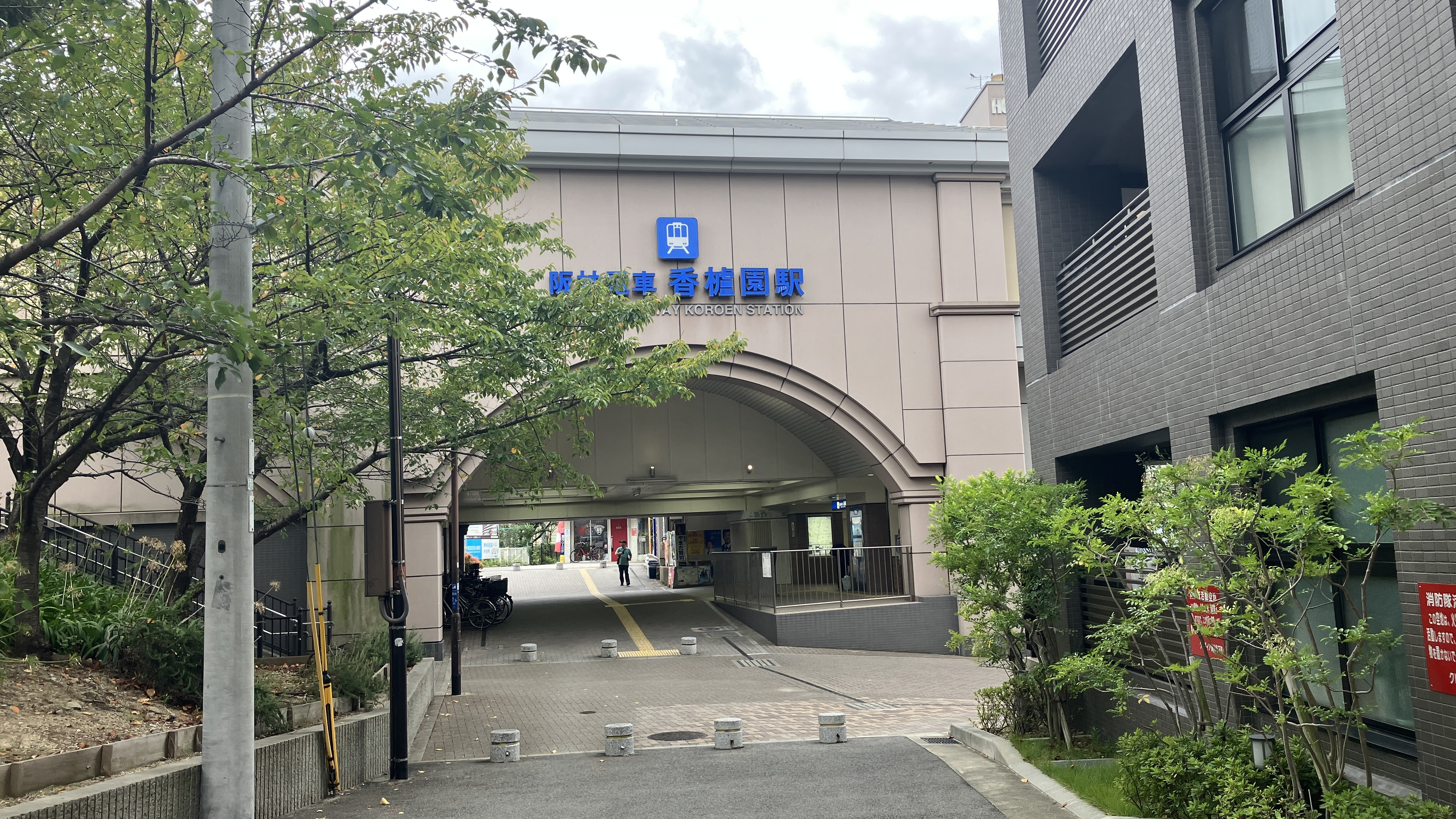
香櫨園駅

松下町（まつしたちょう）は、兵庫県西宮市にある町丁。1丁目から9丁目まである。郵便番号は662-0962。

## 地理
東は宮西町に接する。西は屋敷町に接する。北は御茶家所町、南は川西町と接する。

## 交通

### 鉄道
阪神が通っていて駅がある。またJR、阪急は当町内を通っていない。
- 阪神本線
  - -香櫨園駅-

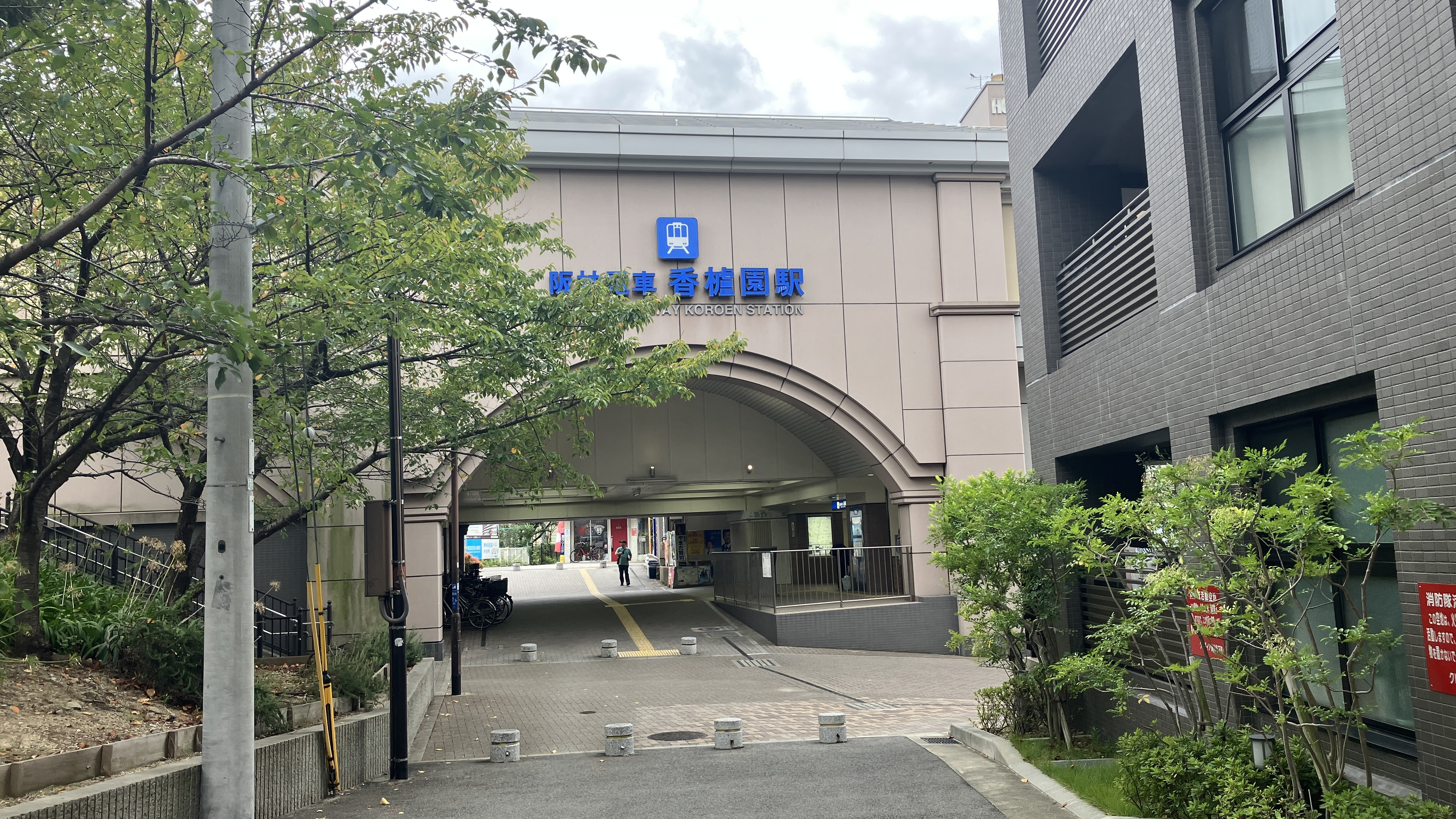
香櫨園駅

### バス
当町内は阪神バス、阪急バス含めバスは通っていない。

### 道路
- 国道2号線 (西行き)

## 校区

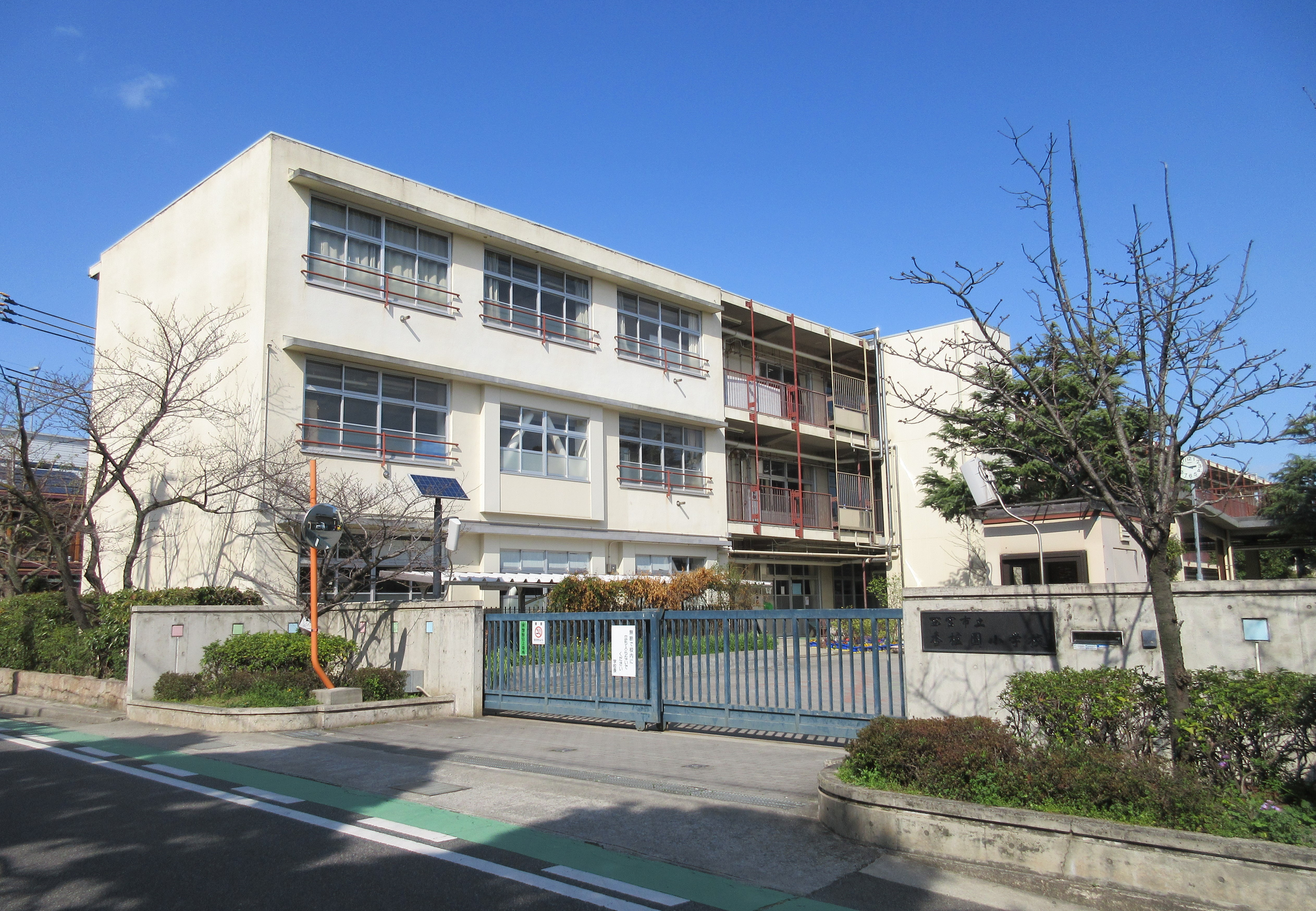
香櫨園小学校
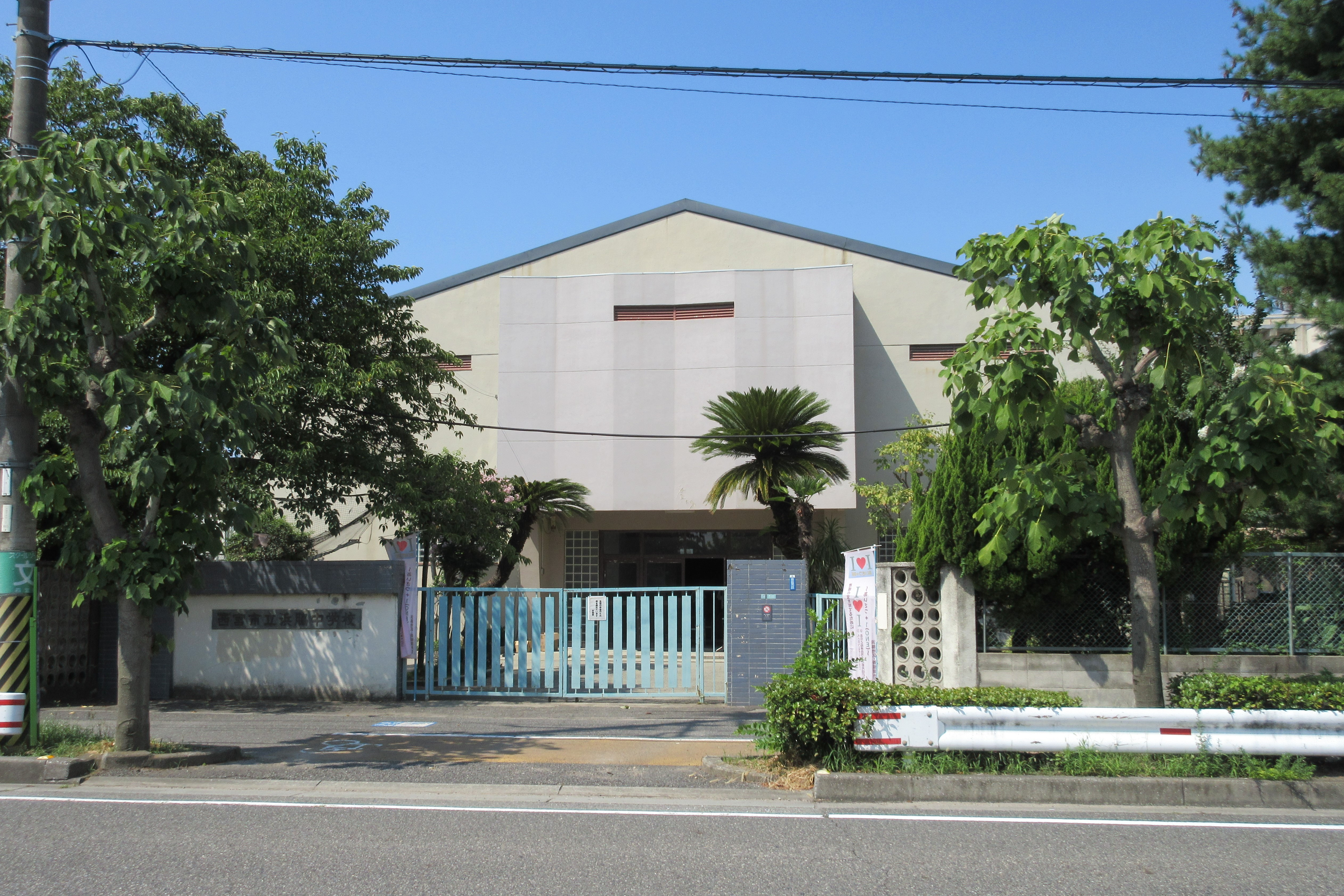
浜脇中学校

市立小・中学校に通う場合、校区は以下の通り。
| 丁目 | 小学校       | 中学校     |
| ---- | ------------ | ---------- |
| 1    | 香櫨園小学校 | 浜脇中学校 |
| 2    | 香櫨園小学校 | 浜脇中学校 |
| 3    | 香櫨園小学校 | 浜脇中学校 |
| 4    | 香櫨園小学校 | 浜脇中学校 |
| 5    | 香櫨園小学校 | 浜脇中学校 |
| 6    | 香櫨園小学校 | 浜脇中学校 |
| 7    | 香櫨園小学校 | 浜脇中学校 |
| 8    | 香櫨園小学校 | 浜脇中学校 |
| 9    | 香櫨園小学校 | 浜脇中学校 |
| 10   | 香櫨園小学校 | 浜脇中学校 |

- 香櫨園小学校
- 浜脇中学校

## 施設

### 1丁目
香櫨園駅

### 2丁目
夙川
辰馬考古資料館

### 6丁目
夙川

### 8丁目
国道2号線

### 9丁目
国道2号線